# Jana Šoltýsová
Jana Šoltýsová (Kežmarok, 30 settembre 1959) è un'ex sciatrice alpina slovacca che gareggiò per la nazionale cecoslovacca.

## Biografia
Jana Šoltýsová è nipote di Anton Šoltýs e madre di Jana Gantnerová, a loro volta sciatori alpini.

### Stagioni 1976-1979
Ottenne il primo risultato di rilievo in Coppa del Mondo il 17 dicembre 1975 a Cortina d'Ampezzo in slalom speciale (6ª) e debuttò ai Giochi olimpici invernali a Innsbruck 1976, dove fu 33ª nella discesa libera, 25ª nello slalom gigante e non concluse lo slalom speciale; in quella stessa stagione 1975-1976 conquistò il 3º posto nella classifica di slalom speciale in Coppa Europa.
Vinse la medaglia d'oro nello slalom gigante agli Europei juniores di Kranjska Gora 1977 e il 14 dicembre 1979 ottenne il primo podio in Coppa del Mondo con il 3º posto nella discesa libera di Piancavallo alle spalle della svizzera Marie-Theres Nadig e dell'austriaca Annemarie Moser-Pröll.

### Stagioni 1980-1985
Convocata per i XIII Giochi olimpici invernali di Lake Placid 1980, ottenne il 10º posto nella discesa libera, il 21º nello slalom gigante e non concluse lo slalom speciale; il 17 dicembre dello stesso anno ad Altenmarkt-Zauchensee conquistò l'unica vittoria di carriera in Coppa del Mondo, in discesa libera.
15ª nella combinata iridata di Schladming 1982, ai XIV Giochi olimpici invernali di Sarajevo 1984, sua ultima presenza olimpica, concluse 5ª nella discesa libera e non terminò lo slalom gigante; l'anno seguente si ritirò dalle competizioni agonistiche e il suo ultimo piazzamento in carriera fu l'8º posto ottenuto nella discesa libera di Coppa del Mondo disputata a Saint-Gervais-les-Bains il 20 gennaio.

## Palmarès

### Europei juniores
- 1 medaglia[2][3]:
  - 1 oro (slalom gigante a Kranjska Gora 1977)

### Coppa del Mondo
- Miglior piazzamento in classifica generale: 13ª nel 1983
- 3 podi (tutti in discesa libera):
  - 1 vittoria
  - 1 secondo posto
  - 1 terzo posto

#### Coppa del Mondo - vittorie
| Data             | Località              | Paese   | Specialità |
| ---------------- | --------------------- | ------- | ---------- |
| 17 dicembre 1980 | Altenmarkt-Zauchensee | Austria | DH         |

Legenda:

DH = discesa libera